# Savonoski River Archeological District
Pour les articles homonymes, voir Savonoski et Old Savonoski Site.
Le Savonoski River Archeological District est un district historique américain dans le borough de Lake and Peninsula, en Alaska. Protégé au sein des parc national et réserve de Katmai, il est inscrit au Registre national des lieux historiques depuis le 23 juin 1978. Son périmètre a été étendu le 23 mars 2003.